# Carl Gustaf Polviander
Karl Gustaf Polviander (5 mars 1788 Mouhijärvi–28 september 1876 Kuru) var en Tavaster fänrik som deltog i det finska kriget som fanbärare i Björneborgs regemente. Han anses vara en av förebilderna för Fänrik Stål, som medverkar som berättare i Johan Ludvig Runebergs Fänrik Stål-berättelser. En annan förebild för löjtnant Stoåls är den tidigare underofficeren och löjtnanten Fredrik Adolf Pelander, som bodde i Ritoniemi-huset i Ruovesi samtidigt som Runeberg var där som handledare.

## Liv
Karl Gustaf Polvianders mor var Sara Katarina Levo och hans far var Isak Emanuel Polviander (1758–1835), assistent till kyrkoherden i Mouhijärvi och senare kapellan i Kuru, vars far var kyrkoherde Mikael Polviander. Karl Gustaf Polviander gick själv för att studera till präst vid Åbo Akademi, men blev utvisad tillsammans med sin studiekamrat Jakob Henrik Zidén på grund av olämpligt beteende. Kamraterna anslöt sig till Kungl. Björneborgs regemente vid årsskiftet 1803–1804. 1804 utsågs Polviander till underhållsofficer för regementets Ruovesi-kompani och fick Hainars militära tjänstemannahus i Kuru att bo i. 1807 var Polviander med regementet i kriget mot Napoleons styrkor i Pommern i Tyskland, och sårades i axeln av en gevärskula i slaget vid Krüpersfront nära Stralsund. Regementet överfördes sedan tillbaka till Finland. Under finska kriget deltog Polviander som regementets fanbärare i slagen vid Kuuskoski, Siikajoki, Nykarleby, Lappo, Kauhajoki, Lapvärt, Jutas och Oravais. Han skadades två gånger under kriget och fick en kula i knäet i Kauhajoki, och i Lappo förlorade han hörseln på vänster öra när en granat exploderade. Polvianders krig slutade i Sievi när regementet överlämnade sin flagga och sina vapen till ryssarna. När han lämnade armén 1810 fick Polviander rang som underlöjtnant.
Polviander återvände från kriget 22 år gammal och bosatte sig i tjänstebostaden Hainari, som han fick behålla. Polviander var gift två gånger och hade 18 barn. Han träffade Runeberg när han var ute och fiskade och jagade med kapten af Enehjelm, som bodde i Ritoniemi i Ruovesi. Runeberg var hemlärare i af Enehjelms familj 1825–1826 och besökte sedan Polviander i Hainari flera gånger och deltog i gemensamma jaktresor med honom. De krigshistorier som Polviander berättade gav senare Runeberg material för hans framtida verk. Polviander var över 70 år gammal och hedersgäst i Tammerfors vid 50-årsjubileet av det finska kriget 1858, där han bar sin uniform från krigstiden. Vid sin död var han den sista finska veteranen från det finska kriget. Polviander dog i september 1876 i Hainari. Han är begravd på den gamla kyrkogården i Kuru. Enligt hans önskan restes en enkel gravsten från Ämmänsillan kulle på hans grav sommaren 1886.
Stugan på Vänrikki Stål, belägen i Kurus friluftsmuseum, visar bland annat Polvianders militära vapen och soffan som Runeberg ska ha sovit på när han besökte Polviander.  Hyddan är den tidigare huvudbyggnaden i Hainar-huset, där Polviander en gång bodde.